# لویس د لا فونته
لویس د لا فونته (انگلیسی: Luis de la Fuente; ۱۷ ژانویهٔ ۱۹۱۴ – ۲۸ مهٔ ۱۹۷۲) بازیکن فوتبال اهل مکزیک بود.
د لا فوئته در سال ۱۹۱۴ در وراکروز به دنیا آمد، اولین فرزند از چهار فرزند پدری از آستوریاس و مادری از استان کانتابریا، اسپانیا بود.
وی همچنین در تیم ملی فوتبال مکزیک بازی کرده‌است.
وی در مسابقات کشوری و بین‌المللی در مجموع برندهٔ ۱ مدال طلا شده‌است.